# Michael Rice
Michael Rice, född 25 oktober 1997 i Hartlepool, är en engelsk sångare. Han representerade Storbritannien i Eurovision Song Contest 2019 i Tel Aviv med låten "Bigger than Us". Utöver detta har även Rice vunnit sångtävlingen All Togheter Now som sändes på BBC One år 2018 och deltagit i den elfte säsongen av The X Factor år 2014.